# Hrabstwo Marion (Missisipi)
Hrabstwo Marion (ang. Marion County) – hrabstwo w stanie Missisipi w Stanach Zjednoczonych. Obszar całkowity hrabstwa obejmuje powierzchnię 548,58 mil² (1420,82 km²). Według szacunków United States Census Bureau w roku 2009 miało 25 732 mieszkańców.
Hrabstwo powstało w 1811 roku.

## Miejscowości

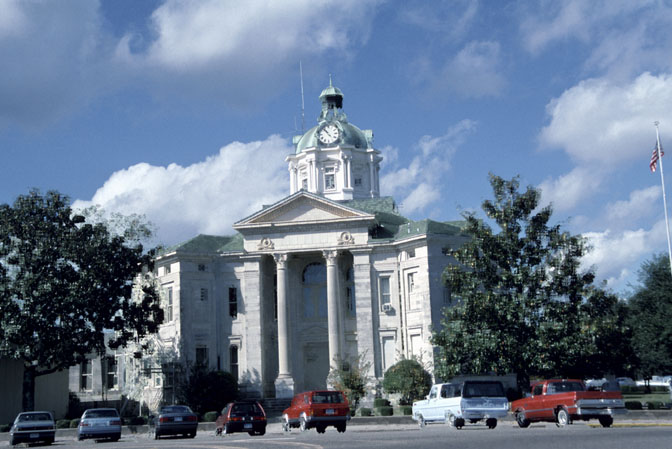
Budynek administracji hrabstwa (courthouse) w Columbii

- Columbia
- Foxworth (CDP)[4]

| Populacja hrabstwa w poprzednich latach | Populacja hrabstwa w poprzednich latach |
| Rok                                     | Liczba ludności                         |
| --------------------------------------- | --------------------------------------- |
| 1980                                    | 25 747                                  |
| 1990                                    | 25 544                                  |
| 2000                                    | 25 595                                  |
| 2005                                    | 25 235                                  |